# Le Voleur de Bagdad (film, 1924)
Pour les articles homonymes, voir Le Voleur de Bagdad.
Pour plus de détails, voir Fiche technique et Distribution.

Les trucages innovatifs du film sont révélés au public dans un article de mai 1924 de la revue Science and Invention.

Le Voleur de Bagdad (The Thief of Bagdad) est un film américain de Raoul Walsh, sorti en 1924.

## Synopsis
Le voleur, Ahmed, tombe amoureux d'une princesse. Pour obtenir sa main il se fait passer pour un prince, et doit concourir auprès de trois autres princes. Il devra aussi lutter contre les machinations du prince mongol.
Contrairement à ce qui est souvent rapporté, l'histoire n'est pas adaptée d'un conte des Mille et une nuits mais a été écrite spécialement pour ce film.

## Fiche technique
- Titre français : Le Voleur de Bagdad
- Titre original : The Thief of Bagdad
- Réalisation : Raoul Walsh
- Scénario : Douglas Fairbanks (sous le pseudonyme d'Elton Thomas) et James T. O'Donohoe
- Direction artistique et décors : William Cameron Menzies
- Directeur artistique associé : Anton Grot
- Costumes : Mitchell Leisen, Paul Burns
- Photographie : Arthur Edeson
- Musique : Mortimer Wilson (partition musicale) ; Carl Davis version 1984
- Montage : William Nolan
- Effets spéciaux : Hampton Del Ruth
- Production : Douglas Fairbanks
- Société de production : Douglas Fairbanks Pictures
- Société de distribution : United Artists
- Pays de production :  États-Unis
- Genre : Aventure, fantastique
- Format : Noir et blanc teinté- 35 mm - 1,33:1 - Film muet
- Langue originale : anglais
- Durée : 149 minutes
- Date de sortie :
  - États-Unis : 18 mars 1924 (première), 23 mars 1924 (sortie nationale)

## Distribution
- Douglas Fairbanks : Ahmed, le voleur de Bagdad
- Julanne Johnston : la princesse
- Snitz Edwards : le complice d'Ahmed
- Charles Belcher : le saint homme
- Anna May Wong : l'esclave mongole
- Sojin : le prince mongol
- Brandon Hurst : le calife
- Tote Du Crow : le devin
- Noble Johnson : le prince indien
- Sam Baker
- Mathilde Comont : le prince persan
- Etta Lee : une esclave mongole
- Scotty Mattraw : un eunuque
- K. Nambu : le conseiller du prince mongol
- Sadakichi Hartmann : le magicien à la cour du prince mongol
- Charles Stevens
- Charles Sylvester : un eunuque
- Jess Weldon : un eunuque
- Laska Winter : L'esclave mongole au luth

Joueur de cornemuse et archer, l'excentrique Jack Churchill joue un petit rôle dans le film.

## Adaptation
En 1926, Ofuji Noburo réalise une adaptation libre en court-métrage d'animation transposée au Japon et nommée Burglars of "Baghdad" Castle (Bagduajo no tozoku (馬具田城の盗賊)).